# Erd-Charta

Logo

Die Erd-Charta stellt eine Deklaration grundlegender ethischer Prinzipien für eine nachhaltige Entwicklung im globalen Maßstab dar und sollte ursprünglich als völkerrechtlich verbindlicher Vertrag von der internationalen Staatengemeinschaft ratifiziert werden.
Ebenso wie das Projekt Weltethos wird mit der Erd-Charta versucht, die ethischen Grundlagen für eine humane und demokratische Weltordnung zu formulieren, um unter anderem drohende ökologische Katastrophen abzuwenden.

## Entstehungsgeschichte
Die Anregung für die Entwicklung der Erd-Charta ging von einer Empfehlung der Kommission der Vereinten Nationen für Nachhaltige Entwicklung, unter der Leitung von Gro Harlem Brundtland, im sogenannten Brundtland-Bericht 1987 aus, wo eine völkerrechtliche Konvention für nachhaltige Entwicklung vorgeschlagen wurde. Hieraus wurde im Vorfeld des Rio-Erdgipfel eine Erd-Charta.
Mit der Erd-Charta soll ein völkerrechtlich verbindlicher Rahmen für die nachhaltige Entwicklung sowie verschiedenen Aufgaben und Programme der Agenda 21 vereinbart werden. Auf der Konferenz der Vereinten Nationen für Umwelt und Entwicklung 1992 in Rio de Janeiro konnte hierzu keine Einigkeit erzielt werden und es wurde nur eine unverbindliche Deklaration (Rio-Erklärung) verabschiedet. Als Problem erwies es sich besonders, die Interessen der Entwicklungsländer konsensfähig zu berücksichtigen.
Die Initiative wurde vom Rat der Erde (Earth Council in Costa Rica) und vom Internationalen Grünen Kreuz mit Unterstützung der niederländischen Regierung wiederaufgenommen. Vorausgegangen war eine Konferenz 1993, organisiert vom Franziscan Study Center for Environment (Rom), wo ein erster Entwurf entwickelt wurde. In einer weltweiten offenen Diskussion entwickelten nichtstaatliche Organisationen (NGOs) und Einzelpersonen ein neues Dokument, das in der endgültigen Fassung im Jahr 2000 verabschiedet und der Öffentlichkeit vorgestellt wurde.
Auf dem Weltgipfel für nachhaltige Entwicklung in Johannesburg (Südafrika) 2002 wurde die Erd-Charta nicht, wie von den Initiatoren angestrebt, offiziell diskutiert und verabschiedet. In einem sogenannten Typ-2-Abkommen wurde allerdings ein mehrjähriges Bildungsprogramm (Educating for Sustainable Living with the Earth Charter) unter Federführung des internationalen Erd-Charta-Sekretariates in Costa Rica vereinbart, das die Prinzipien der Erd-Charta bekannt machen und mit Leben erfüllen soll. Die Erd-Charta-Organisation wirbt weiterhin um internationale Unterstützung und Unterzeichnung des Dokumentes durch Regierungen, Organisationen, Gruppen und Einzelpersonen.

## Grundprinzipien
Grundlage der Erd-Charta bilden die Achtung vor Natur, Verantwortung für die Umwelt, soziale und wirtschaftliche Gerechtigkeit und eine weltweite Kultur des Friedens. In der Einführung heißt es: „Die Erd-Charta stellt fest, dass die ökologischen, ökonomischen, sozialen, kulturellen, ethischen und spirituellen Probleme und Hoffnungen der Menschheit eng miteinander verbunden sind. Die Herausforderungen zu Freiheit, Gerechtigkeit und Frieden sind eng verknüpft mit dem Schutz der Umwelt und der Sorge um das wirtschaftliche Wohlergehen. Nur in einer globalen Partnerschaft und in gemeinsamer Verantwortung können umfassende Lösungen gefunden werden.“
Die Leitlinien sind in 16 Artikeln formuliert:
1. Achtung haben vor der Erde und dem Leben in seiner ganzen Vielfalt.
2. Für die Gemeinschaft des Lebens in Verständnis, Mitgefühl und Liebe sorgen.
3. Gerechte, partizipatorische, nachhaltige und friedliche demokratische Gesellschaften aufbauen.
4. Die Fülle und Schönheit der Erde für heutige und zukünftige Generationen sichern.
5. Die Ganzheit der Ökosysteme der Erde schützen und wiederherstellen, vor allem die biologische Vielfalt und die natürlichen Prozesse, die das Leben erhalten.
6. Schäden vermeiden, bevor sie entstehen, ist die beste Umweltpolitik. Bei begrenztem Wissen gilt es, das Vorsorgeprinzip anzuwenden.
7. Produktion, Konsum und Reproduktion so gestalten, dass sie die Erneuerungskräfte der Erde, die Menschenrechte und das Gemeinwohl sichern.
8. Das Studium ökologischer Nachhaltigkeit vorantreiben und den offenen Austausch der erworbenen Erkenntnisse und deren weltweite Anwendung fördern.
9. Armut beseitigen als ethisches, soziales und ökologisches Gebot.
10. Sicherstellen, dass wirtschaftliche Tätigkeiten und Einrichtungen auf allen Ebenen die gerechte und nachhaltige Entwicklung voranbringen.
11. Die Gleichberechtigung der Geschlechter als Voraussetzung für nachhaltige Entwicklung bejahen und den universellen Zugang zu Bildung, Gesundheitswesen und Wirtschaftsmöglichkeiten gewährleisten.
12. Am Recht aller – ohne Ausnahme – auf eine natürliche und soziale Umwelt festhalten, welche Menschenwürde, körperliche Gesundheit und spirituelles Wohlergehen unterstützt. Besondere Aufmerksamkeit gilt dabei den Rechten von indigenen Völkern und Minderheiten.
13. Demokratische Einrichtungen auf allen Ebenen stärken, für Transparenz und Rechenschaftspflicht bei der Ausübung von Macht sorgen, einschließlich Mitbestimmung und rechtlichem Gehör.
14. In die formale Bildung und in das lebenslange Lernen das Wissen, die Werte und Fähigkeiten integrieren, die für eine nachhaltige Lebensweise nötig sind.
15. Alle Lebewesen rücksichtsvoll und mit Achtung behandeln.
16. Eine Kultur der Toleranz, der Gewaltlosigkeit und des Friedens fördern.

Die Earth-Charta kann von Privatpersonen und von Organisationen unterzeichnet werden.

## Unabhängige Stimmen
In einer Studie für den deutschen Nachhaltigkeitsrat schreibt das Bensheimer IFOK-Institut, dass der Vorschlag für eine Earth-Charta offensichtlich ein weltweites Bedürfnis aufgreift, neben den beiden klassischen Säulen der UN-Charta und der -Menschenrechtskonvention eine dritte Säule zu finden, die sich der Suche nach weltweit geteilten Werten und dem Verhältnis des Menschen zu seiner Umwelt widmet.